# Pierre Meyrat
Pierre Meyrat (n. 16 octombrie 1916, Tulle, Limousin, Franța – d. 13 octombrie 1969) a fost un pilot de curse francez.